# Шишатовац (монастырь)
Шишатовац (серб. Шишатовац) — монастырь Сремской епархии Сербской православной церкви, расположенный в общине Сремска-Митровица, в Сремском округе автономного края Воеводина, в историко-географической области Срем; расположенный близ одноимённого села на гряде Фрушка-Гора. Монастырь приписан к Сремской православной епархии. Шишатовац — один из шестнадцати частично сохранившихся после Второй мировой войны фрушкогорских монастырей. Основателями монастыря считаются монахи-беженцы из монастыря Жича.
В монастыре Шишатовац долгое время хранился важнейший памятник древнесербской письменности «Апостол» («деяния апостолов» и канонические «послания» апостолов). «Апостол» писан при короле сербском Уроше III по приказанию архиепископа Никодима иеромонахом Дамианом, окончен в 1324 году и содержит 235 пергаментных листов. Добровский воспользовался «Апостолом» при составлении своей старославянской грамматики, а Миклошич издал его в Вене в 1853 году.
Одним из архимандритов в монастыре Шишатовац был известный сербский поэт Лукиан (Мушицкий).
В 1990 году правительством Сербии монастырь был объявлен национальным памятником культуры исключительного значения и теперь находится под защитой государства.
Во время войны НАТО против Югославии, монастырь Шишатовац, как и ряд других православных святынь, пострадал при бомбардировках ВВС США.